# Fürstenwalde
Fürstenwalde es una localidad en el distrito de Oder-Spree de Brandeburgo, Alemania. Se sitúa a 55 kilómetros de Berlín. Se divide en cuatro barrios.

## Historia
Fürstenwalde fue documentado por primera vez en 1272. En 1373 se convirtió la sede del Obispado de Lebus y se elevó una catedral (Marienkirche) en honor a la Virgen María.  El obispado fue secularizado durante la Reforma Protestante en 1555, pero éste fue disuelto al ascender Joaquín Federico I de Brandeburgo como margrave de Brandeburgo en 1598.

## Demografía
- Tendencia poblacional desde 1875 (línea azul: población; línea punteada: comparación con tendencias poblacionales del estado de Brandenburg; fondo gris: tiempo de gobierno Nazi; fondo rojo: tiempo de Gobierno comunista)
- Proyecciones y desarrollo poblacional reciente (Desarrollo poblacional antes del censo del 2011 (línea azul); Desarrollo poblacional reciente de acuerdo al Censo en Alemania del 2011 (línea azul con bordes); Proyecciones oficiales para el período 2005-2030 (línea amarilla); para el período 2017-2030 (línea escarlata); para el período 2020-2030 (línea verde)

## Ciudades hermanadas
- Choszczno (Polonia)
- Sanok (Polonia)
- Reinheim (Hesse, Alemania)